# Internationale Organisation für Volkskunst
Die Internationale Organisation für Volkskunst (IOV) ist eine 1979 gegründete weltweit tätige Einrichtung, die sich mit dem Erhalt und der Verbreitung von Volkskultur und Volkskunst beschäftigt. Der Sitz der Organisation ist in Österreich.
Die IOV hat etwa viertausend Mitglieder in 186 Staaten und ist seit 1998 als NGO mit offiziellen Beziehungen zur UNESCO zugelassen (NGO-90154).

## Geschichte
Die IOV wurde 1979 vom Österreicher Alexander Veigl (1928 bis 2007) initiiert, der dort auch für viele Jahre die Funktion des Generalsekretärs innehatte.
Die Tätigkeit der Vereinigung von vorerst vier Gründungsmitgliedern umfasste zunächst die Organisation von Festivals und Kongressen.
Die Bemühungen um internationale Anerkennung im Rahmen der UNESCO waren rasch erfolgreich, bereits 1983 erfolgte die Anerkennung als Mitglied (Status C) und 1991 war IOV die stärkste Mitgliederorganisation der UNESCO mit kooperierenden Mitgliedern in 162 Ländern der Welt. Ab 1990 liefen Bemühungen um eine Aufstufung in Kategorie B (Status für Information und beratenden Beziehungen). Seit 1998 ist die IOV als NGO mit offiziellen Beziehungen zur UNESCO anerkannt.
Es wurden neue Statuten erstellt und Generalsekretäre für jeden Kontinent bestellt und 2001 wurde dem Wachstum des IOV mit der Bildung eines Gremiums Rechnung getragen, das sich aus 93 Mitgliedern zusammensetzt.

## Organisation
Die Organisation besteht aus sieben Kommissionen:
- Jugend- und traditionelle Spiele
- Festival und Praktiken
- Wissenschaftsforschung
- Finanzielle Unterstützung
- Weltvolkskunstprojekte
- Kindheit und Pädagogik
- Kommunikation und Veröffentlichungen

## Die Generalversammlungen der IOV
- Gründungsversammlung in Oostrozebeke, Belgien (1979)
- Mödling, Österreich (1980)
- Monastir, Tunesien (1986)
- Mödling, Österreich (1990)
- Deva, Rumänien (2001)
- Tianjin, Volksrepublik China (2004)
- Andong, Südkorea (2005)
- Volos, Griechenland (2007)
- Prag, Tschechien (2012)
- Bergamo, Italien (2016)
- Schardscha, Vereinigte Arabische Emirate (2019)
- Schardscha, Vereinigte Arabische Emirate (2023)

## IOV Arbeitskongresse, ab 1988 Weltkongresse
- Mödling, Österreich (1980)
- Monastir, Tunesien (1981)
- Rotorua, Neuseeland (1983)
- Peking, Volksrepublik China (1985)
- Salt Lake City, USA (1987)
- Görz, Italien (1988)

## IOV Jugendkongresse
Seit 2008 finden die IOV-Welt-Jugendkongresse statt:
- USA (2008)
- China (2010)
- Schweden (2012)
- Polen (2017)
- Brasilien (2020)
- Schardscha (2023)

## Generalsekretäre
- Alexander Veigl (Initiator und Generalsekretär von 1979 bis 2005)
- Joachim Holz (2005 bis 2011)
- Georges Frandsen (2012 bis 2016)
- Marcel Oelbrandt (2017 bis dato)

## Präsidenten
- Dragoslav Devic (1980 bis ???)
- Carmen Padilla (2004 bis 2016)
- Ali Abdulla Khalifa (2017 bis dato)

## Sektion Österreich
IOV Österreich (IOV-A), gegründet 1995, Vorsitzende:
- Hans Joachim Holz (1995 bis 2021)
- Annemarie Renz (2021 bis dato)